# 福岡県道244号稲童新田原停車場線
福岡県道244号稲童新田原停車場線（ふくおかけんどう244ごう いなどうしんでんばるていしゃじょうせん）は、福岡県行橋市を通る一般県道である。

## 概要
行橋市稲童から行橋市道場寺まで結ぶ。稲童漁港付近を起点とし、稲童地区を東西に走り新田原駅前で終点となる。

### 路線データ
- 起点：福岡県行橋市大字稲童（稲童漁港付近）
- 終点：福岡県行橋市大字道場寺（日豊本線 新田原駅前、福岡県道243号節丸新田原停車場線終点）

## 路線状況

### 重複区間
- 福岡県道25号門司行橋線（行橋市大字稲童 地内）
- 国道10号（行橋市大字道場寺・稲童漁港入口交差点 - 行橋市大字道場寺・新田原駅前交差点）
- 福岡県道243号節丸新田原停車場線（行橋市大字道場寺 地内）

## 地理

### 通過する自治体
- 行橋市

### 交差する道路
| 交差する道路                                                       | 交差する場所 | 交差する場所       |
| ------------------------------------------------------------------ | ------------ | ------------------ |
| 福岡県道25号門司行橋線 重複区間起点                                | 大字稲童     |                    |
| 福岡県道25号門司行橋線 重複区間終点                                | 大字稲童     |                    |
| 国道10号 重複区間起点                                              | 大字道場寺   | 稲童漁港入口交差点 |
| 国道10号 重複区間終点 福岡県道243号節丸新田原停車場線 重複区間起点 | 大字道場寺   | 新田原駅前交差点   |
| 福岡県道243号節丸新田原停車場線 重複区間終点                       | 大字道場寺   | 新田原駅前 / 終点  |

### 沿線
- 稲童漁港
- 行橋市立仲津中学校
- 行橋市立仲津小学校
- JR九州 日豊本線 新田原駅